# Duitsland op het Eurovisiesongfestival 1983
Duitsland deed mee aan het Eurovisiesongfestival 1983 in München. Het was de 28ste deelname van het land op het Eurovisiesongfestival.

## Selectieprocedure
De finale werd gehouden in de studio's van Bayererischer Rundfunk in München.
In totaal deden er 12 acts mee aan deze nationale finale.
De winnaar werd gekozen door een representatief panel van 500 mensen.
| Volgorde | Artiest                   | Lied                               | Punten | Plaats |
| -------- | ------------------------- | ---------------------------------- | ------ | ------ |
| 1        | Holger Thomas             | "Mein Hit heißt Susi Schmidt"      | 2609   | 10     |
| 2        | Veronika Fischer          | "Unendlich weit"                   | 2523   | 11     |
| 3        | Hoffmann & Hoffmann       | "Rücksicht"                        | 4251   | 1      |
| 4        | Angela Branca             | "Warum hältst du mich nicht fest?" | 3222   | 8      |
| 5        | Bernd Clüver              | "Mit siebzehn"                     | 3933   | 3      |
| 6        | Ingrid Peters & July Paul | "Viva la Mamma"                    | 3983   | 2      |
| 7        | Peter Rubin               | "Wie ein Mann"                     | 3427   | 6      |
| 8        | Wencke Myhre & Sohn Dani  | "Wir beide gegen den Wind"         | 3752   | 5      |
| 9        | Harry Belten              | "Angelo"                           | 2111   | 12     |
| 10       | Leinemann                 | "Ich reiß' alle Mauern ein"        | 3314   | 7      |
| 11       | Mara                      | "Sternenland"                      | 2987   | 9      |
| 12       | Costa Cordalis            | "Ich mag dich"                     | 3902   | 4      |

## In München
In de finale van het Eurovisiesongfestival 1983 moest Duitsland optreden als 14de, net na Cyprus en voor Denemarken. Op het einde van de stemming bleek dat ze op een 5de plaats geëindigd was met 94 punten.
Men ontving 1 keer het maximum van de punten.
Nederland had tien punten over voor deze inzending, België zes.

### Gekregen punten
| 12 punten   | 10 punten                           | 8 punten            | 7 punten                           | 6 punten          |
| ----------- | ----------------------------------- | ------------------- | ---------------------------------- | ----------------- |
| - Luxemburg | - Frankrijk - Nederland - Noorwegen | - Portugal - Zweden | - Oostenrijk - Verenigd Koninkrijk | - België - Italië |
| 5 punten    | 4 punten                            | 3 punten            | 2 punten                           | 1 punt            |
|             | - Finland                           | - Denemarken        | - Zwitserland                      | - Griekenland     |

### Gegeven punten
Punten gegeven in de finale:
| 12 punten | Zweden              |
| 10 punten | Israël              |
| 8 punten  | Luxemburg           |
| 7 punten  | Finland             |
| 6 punten  | Joegoslavië         |
| 5 punten  | Cyprus              |
| 4 punten  | Frankrijk           |
| 3 punten  | Verenigd Koninkrijk |
| 2 punten  | Nederland           |
| 1 punt    | Noorwegen           |

1956 · 1957 · 1958 · 1959 · 1960 · 1961 · 1962 · 1963 · 1964 · 1965 · 1966 · 1967 · 1968 · 1969 · 1970 · 1971 · 1972 · 1973 · 1974 · 1975 · 1976 · 1977 · 1978 · 1979 · 1980 · 1981 · 1982 · 1983 · 1984 · 1985 · 1986 · 1987 · 1988 · 1989 · 1990 · 1991 · 1992 · 1993 · 1994 · 1995 · 1996 · 1997 · 1998 · 1999 · 2000 · 2001 · 2002 · 2003 · 2004 · 2005 · 2006 · 2007 · 2008 · 2009 · 2010 · 2011 · 2012 · 2013 · 2014 · 2015 · 2016 · 2017 · 2018 · 2019 · 2020 · 2021 · 2022 · 2023 · 2024 · 2025